# Pour Sarah (série télévisée, 2019)
Cet article concerne la série télévisée française. Pour la série télévisée québécoise, voir Pour Sarah.
Pour Sarah est une série télévisée française de six épisodes de 52 minutes créée par Michelle Allen, diffusée en Belgique depuis le 12 septembre 2019 sur La Une et en France du 26 septembre au 10 octobre 2019 sur TF1.
Il s’agit de l’adaptation d'une série québécoise du même titre créée par la même scénariste Michelle Allen, diffusée sur le réseau TVA en 2015. L'histoire est inspirée de l’accident de Justine, qui a passé trois mois dans le coma. Son père, François Rozon, en a tiré une fiction.

## Synopsis
Un matin dans l'Aude, deux adolescents âgés de dix-huit ans, Sarah (Eden Ducourant) et Cédric (Clément Rémiens), sont retrouvés dans le coma après un accident de voiture. L'enquête montre rapidement que ce drame n'est pas banal, car la voiture a été volée, le corps de Sarah déplacé et la personne qui a prévenu les secours a disparu. Chargée de cette affaire, l'enquêtrice (Aure Atika) promet de mettre en lumière cette nuit tragique, d'autant que sa fille était avec Sarah et Cédric avant l'accident.

## Distribution
- Eden Ducourant : Sarah Delmas
- Clément Rémiens : Cédric Garat
- Audrey Dana : Judith Delmas
- François-Xavier Demaison : Luc Delmas
- Caroline Anglade : Anne
- Thomas Jouannet : David Garat
- Aure Atika : la capitaine Aure Zerrouki
- Axel Gallois : le lieutenant Lescat
- Bruno Sanches : Galud
- Frédérique Bel : Hélène Dorel
- Tom Dingler : Nicolas Gasquet
- Loup-Denis Elion : Dr Diomar
- Charlotte Levy : Manue Dorel
- Victor Le Blond : Jérôme « Gégé » Bonneuil
- Julien Masdoua : Philippe Kind
- Juliette Petiot : Lola Zerrouki
- Sarah-Cheyenne : Élise
- Olivier Cabassut : Olivier Drouard
- Charlie Joirkin : l'infirmière
- Éric Naggar : Maître Rambach
- Tatiana Gousseff : Madame Marpau
- Benjamin Boyer : Dr Laforge
- Nelly Clara : Dr Chaput
- Erwan Széjnok : l'interne réanimation
- Ariane Naziri : l'infirmière de réanimation 1
- Cédric Revillion : le brancardier d'urgence
- Deborah Claude : l'infirmière de réanimation 2
- Jean-François Malet : Jean Bonneuil
- Marion Dupommereulle : Zoé Bonneuil
- Yassine Douani : le médecin d'urgence du couloir
- Anne-Eve Seignalet : l'infirmière d'urgence 1
- Lise-Dehlia Chemsseddoha : l'infirmière d'urgence 2
- Gregory Cartelier : le médecin d'urgence du SAMU 1
- Marianne Renaux : le chirurgien du bloc
- Pauline Vallot : l'infirmière du bloc
- Caroline Cano : l'infirmière d'urgence 3
- Claire Schumm : le réceptionniste d'urgences
- Hélène Péquin : Sophie Gasquet
- Mylène Wagram : l'infirmière de réanimation 3

## Production

### Genèse et développement
En septembre 2018, la directrice Anne Viau annonce que TF1 est en plein développement de l'adaptation d'une série québécoise Pour Sarah (2015). Il s’agit d’une histoire vécue de l’accident terrible de Justine qui a passé trois mois dans le coma dont s’est inspiré son père François Rozon pour imaginer l’histoire : elle est une des trois passagères, toutes seize ans, dans la voiture parentale conduite par un jeune de dix-huit ans qui faisait les fausses manœuvres sur la route, rien que pour les impressionner, avant que ce dernier ne percute brutalement un arbre.
La série sera produite par Hamak, label d’Effervescence fiction, et Véma Production, ainsi que TF1 en coproduction.

### Attribution des rôles
En février 2019, Clément Rémiens est engagé pour interpréter le rôle principal de la série aux côtés de François-Xavier Demaison, Bruno Sanches, Frédérique Bel, ou encore Loup-Denis Elion. Quelques jours après, Tom Dingler rejoint l’équipe.

### Tournage
Le tournage a lieu à partir du 18 février 2019 entre Perpignan et Paris, en passant par Gruissan dans le département de l'Aude en Occitanie,.

### Fiche technique
Sauf indication contraire, les informations mentionnées dans cette section peuvent être confirmées par la base de données cinématographiques Allociné,  présente dans la section « Liens externes ».
- Titre original : Pour Sarah
- Création : Michelle Allen
- Réalisation : Frédéric Berthe
- Scénario : Thomas Boullé, Aurelia Morali et Pauline Rocafull[7], d’après le scénario original de la version québécoise du même nom (2015)
- Direction artistique : Céline François, Anne Viau
- Décors : Franck Benezech
- Costumes : Florence Sadaune
- Photographie : Christophe Legal
- Montage : Gaetan Boussand
- Casting : Frédérique Amand
- Musique : Maxime Lebidois, Ronan Maillard
- Production : Simone Harari, Tatiana Maksimenko, Véronique Marchat
- Co-production : TF1 Production, Artémis Productions, RTBF
- Sociétés de production : Effervescence fiction, Véma Production
- Société de distribution : TF1 Distribution
- Pays d’origine :  France
- Langue originale : Français
- Format : couleur
- Genre : Drame
- Diffusion :  France,  Belgique
- Durée : 52 minutes
- Public : Tout public /  Déconseillé aux moins de 10 ans

## Audiences
En France, les deux premiers épisodes de la série ont rassemblé en moyenne 4,1 millions de téléspectateurs dont 21,7 % sur les personnes de quatre ans et plus et 27,0 % sur les femmes de moins de cinquante ans, selon Médiamétrie.
Les deux seconds épisodes ont rassemblé en moyenne de 3,93 millions de téléspectateurs dont 21,1 % sur les personnes de quatre ans et plus et 27,2 % sur les femmes de moins de cinquante ans.
Les deux derniers épisodes ont rassemblé en moyenne de 4,22 millions de téléspectateurs dont 22,2 % sur les personnes de quatre ans et plus et 27,2 % sur les femmes de moins de cinquante ans.
| Saison | Chaîne et horaire | Date              | Épisode   | Durée  | Audiences                 | PDM    |
| ------ | ----------------- | ----------------- | --------- | ------ | ------------------------- | ------ |
| 1      | TF1 à 21 h 10     | 26 septembre 2019 | Épisode 1 | 52 min | 4 400 000 téléspectateurs | 21,3 % |
| 1      | TF1 à 21 h 10     | 26 septembre 2019 | Épisode 2 | 52 min | 3 800 000 téléspectateurs | 22,1 % |
| 1      | TF1 à 21 h 10     | 3 octobre 2019    | Épisode 3 | 52 min | 4 270 000 téléspectateurs | 19,4 % |
| 1      | TF1 à 21 h 10     | 3 octobre 2019    | Épisode 4 | 52 min | 3 580 000 téléspectateurs | 22,7 % |
| 1      | TF1 à 21 h 10     | 10 octobre 2019   | Épisode 5 | 52 min | 4 339 000 téléspectateurs | 20 %   |
| 1      | TF1 à 21 h 10     | 10 octobre 2019   | Épisode 6 | 52 min | 4 100 000 téléspectateurs | 24,3 % |

- Meilleur audience de la série
- Meilleure PDA de la série